# Nela Jiráková
Nela Jiráková, född den 14 maj 1999, är en tjeckisk innebandysspelare som spelar för svenska Endre IF och tjeckiska damlandslaget.
Nela Jiráková har med det tjeckiska landslaget tagit ett brons i VM år 2023.